# Big Flat Mountain
Cet article possède des paronymes, voir Big Flat et Big Flats.
Big Flat Mountain est un sommet des montagnes Blue Ridge, aux États-Unis. Il culmine à 1 033 mètres d'altitude à la frontière du comté d'Albemarle et du comté de Rockingham, en Virginie. Protégé au sein du parc national de Shenandoah, il est occupé par un terrain de camping, le Loft Mountain Campground. On peut l'approcher par le sentier des Appalaches.